# In God's Hands
"In God's Hands" é uma canção pop escrita e produzida por Nelly Furtado e Rick Nowels para o terceiro álbum de Furtado, Loose (2006). A canção fala sobre os problemas entre ela e o DJ Jasper Gahunia. Furtado anunciou em um concerto em Munique em Março de 2007 que "In God's Hands" seria o quinto single de Loose no Reino Unido.

## Lista de faixas
German 2-Track Single
1. "In God's Hands" (Album Version)
2. "In God's Hands" (Live)

German 4-Track Single
1. "In God's Hands" (Album Version)
2. "In God's Hands" (Live)
3. "I'm like a Bird" (Live)
4. "In God's Hands" (Video)

## Videoclipe
Um videoclipe da canção, dirigido por Jesse Dylan, foi filmado em 9 de Maio de 2007 entre 5 e 7 da manhã, em Los Angeles, Califórnia

## Posições
| Top (2007)                                   | Melhor posição |
| -------------------------------------------- | -------------- |
| Áustria - (Ö3 Austria Top 40)                | 53             |
| Alemanha - (Media Control Charts)            | 33             |
| Canadá - (Canadian Hot 100)                  | 11             |
| Eslováquia - (IFPI)                          | 6              |
| Estados Unidos - (Billboard Adult Pop Songs) | 15             |
| Holanda - (Dutch Top 40)                     | 15             |
| Itália - (FIMI)                              | 20             |
| Suécia - (Sverigetopplistan)                 | 58             |